# Redukční eliminace
Redukční eliminace je reakce v organokovové chemii, při níž se oxidační číslo centrálního kovového atomu snižuje za tvorby nové kovalentní vazby mezi dvěma ligandy. Je mikroskopickým opakem oxidační adice a jedná se o produkt vytvářející krok v řadě katalytických procesů. Jelikož jsou oxidační adice a redukční eliminace opačné procesy, lze na ně aplikovat stejné mechanismy a rovnovážný stav záleží na elektrodynamice obou reakčních směrů.

## Základní vlastnosti
Redukční eliminace se často vyskytuje u vyšších oxidačních stavů a může spočívat v dvouelektronové přeměně na jednom kovovém centru (jednojaderná) nebo jednoelektronových přeměnách na dvou kovových centrech (dvoujaderná).
Při jednojaderné redukční eliminaci se oxidační číslo snižuje o 2 (přičemž se počet d-elektronů v atomu kovu o tento počet zvýší). Tento mechanismus je běžný u d8 kationtů (Ni2+, Pd2+ a Au3+) a d6 kationtů (Pt4+, Pd4+, Ir3+ a Rh3+). U jednojaderné redukční eliminace je nutné, aby skupiny, které mají být redukovány, byly v cis-poloze vzhledem k dalšímu kovovému centru.
V dvojjaderné redukční eliminaci se oxidační číslo každého kovového atomu snižuje o 1 a o tuto hodnotu se zvyšuje počet d-elektronů v každém z těchto atomů. Takovýto mechanismus se objevuje hlavně u kovů první řady přechodných kovů, které upřednostňují jednotkovou změnu oxidačního čísla, i když byl pozorován i u druhé a třetí řady.

## Mechanismus
Podobně jako oxidační adice může redukční eliminace probíhat několika různými mechanismy. Převažuje koncentrovaný mechanismus, kdy vzniká nepolární, tricentrický přechodný stav s neměnící se stereochemií. Může se také objevit SN2 mechanismus či radikálový mechanismus, při němž se změní stereochemie.

### Osmistěnné komplexy
Výtěžnost redukční eliminace bývá silně ovlivněna geometrií kovového komplexu. U osmistěnných komplexů probíhá velmi pomalu a často pouze disociačním mechanismem, kde ligand musí disociovat komplex s koordinačním číslem 5. Tento komplex zaujímá tvar pokřivené trigonální bipyramidy typu Y, kde je π donorový ligand v základní pozici a dvě skupiny, které mají být eliminovány, jsou velmi blízko k sobě. Po eliminaci se vytvoří komplex s koordinačním číslem 3, který se spojuje s ligandem za vzniku rovinného čtvercového komplexu, jehož koordinační číslo je 4.

### Čtvercové rovinné komplexy
Redukční eliminace čtvercových rovinných komplexů může probíhat několika způsoby: Disociačně, nedisociačně a asociativně. Podobně jako u osmistěnných komplexů zde mechanismus začíná ztrátou ligandu za vzniku meziproduktu s koordinačním číslem 3, který prochází redukční eliminací za tvorby komplexu s koordinačním číslem 1. U nedisociačního mechanismu se tvoří meziprodukt s koordinačním číslem 4 a výsledný produkt s koordinačním číslem 2. Pokud jsou eliminující ligandy vůči sobě v pozici trans, musí se nejprve komplex přeměnit na cis. V případě asociativního mechanismu se ligand nejdříve musí spojit s komplexem s koordinačním číslem 4, čímž se koordinační číslo zvýší na 5 a takovýto komplex poté prochází redukční eliminací podle disociačního mechanismu pro osmistěnné komplexy.

## Faktory, které ovlivňují redukční eliminaci
Na redukční eliminaci má vliv několik faktorů: druh kovu a elektronová hustota, prostorové uspořádání, zúčastněné ligandy, koordinační číslo, geometrie komplexů a fotolýza/oxidace.

### Druh kovu a elektronová hustota
U komplexů přechodných kovů z první řady probíhá redukční eliminace rychleji, než u komplexů kovů druhé řqady, u nichž je zase rychlejší než u komplexů kovů třetí řady; tato vlastnost je způsobována tím, že vazby kov-ligand jsou u přechodných kovů první řady méně pevné než u kovů druhé řady, kde jsou méně pevné než u kovů třetí řady. Pokud je na kovovém centru nízká elektronová hustota, pak probíhá redukční eliminace rychleji, než když je elektronová hustota vysoká, protože atom kovu při redukční eliminac elektrony získává.

### Prostorové uspořádání
Redukční eliminace je obecně rychlejší u kovových center, která jsou více stericky zatěžována, jelikož je sterické zatížení během redukční eliminace zmírněno.

### Zúčastněné ligandy
Kinetika redukční eliminace je obtížně předvídatelná, ovšem reakce, které zahrnují hydridy, jsou obzvlášť rychlé díky efektu orbitalového překrytí u přechodného stavu.

### Koordinační číslo
Redukční eliminace probíhá u komplexů, kde je koordinační číslo atomu kovu 3 nebo 5 mnohem rychleji, než když má koordinační číslo hodnotu 4 či 6. U komplexů se sudými koordinačními čísly redukční eliminace vede ke vzniku meziproduktu se silným antivazebným orbitalem kov-ligand. Pokud se resukční eliminace provádí u komplexu s lichým koordinačním číslem, pak vzniklý meziprodukt obsadí nevazebný molekulový orbital.

### Geometrie komplexů
Redukční eliminace obecně probíhá rychleji u komplexů, jejichž struktura odpovídá struktuře produktu.

### Fotolýza/oxidace
Redukční eliminaci lze urychlit oxidací kovového centra světlem nebo oxidačním činidlem.

## Využití
Redukční eliminace má široké využití ve výzkumu i v průmyslu, nejvýznamnější jsou hydrogenace, hydroformylace a překřížené párovací reakce. V mnoha těchto katalytických cyklech je redukční eliminace krokem vytvářejícím produkt a také regeneruje katalyzátor, ovšem v Heckově reakci a Wackerově procesu se používá pouze na regeneraci katalyzátoru, jelikož produkty těchto reakcí vznikají beta-hydridovou eliminací.